# Juan Carlos Ferraro
Juan Carlos Ferraro (Buenos Aires, 17 de marzo de 1917-Buenos Aires, 16 de octubre del 2004)  fue un escultor —estatuario y retratista— y medallista argentino.
Fue un prolífico escultor de estatuas y bustos en diversos materiales, como mármol, bronce, piedra y yeso, que se encuentran en plazas, parques y edificios de ciudades de Argentina y de varios países, entre otros, España e Inglaterra.

## Biografía
Nació en el barrio de la Chacarita donde su padre tenía su taller de marmolista, por lo que desde muy pequeño tuvo contacto con uno de los materiales que más tarde utilizaría en sus esculturas. También trabajó en otra marmolería puliendo el material; allí conocería al escultor italiano Noé Da Prato que lo alentaría en su vocación. Además de trabajar junto a su maestro, asistió a los talleres de la Mutualidad de Estudiantes y Egresados de Bellas Artes y trabajó —en sus inicios— en el taller del escultor Luis Perlotti, con quien siguió colaborando a lo largo de su vida, por ejemplo, en el Monumento a los colonos galeses que se encuentra en Puerto Madryn, e incluso terminó algunas de sus obras después de su fallecimiento en 1969. Desde 1945 comenzó a participar en las exposiciones del Salón Nacional. Aficionado al tango y a la jerga rioplatense, fue miembro de número de la Academia Porteña del Lunfardo desde 1990. Se casó en 1960 con la escultora Lidia Elsa Battisti, con quien instaló un taller en su vivienda del barrio de Caballito. Esta casa fue adquirida por el Gobierno de la Ciudad de Buenos Aires en 2006, que más tarde sería el «Museo Casa Taller Ferraro-Battisti», anexo del Museo de Esculturas Luis Perlotti; al año siguiente Battisti donó al museo varios cientos de obras que contenía el taller de ambos artistas.

## Obras

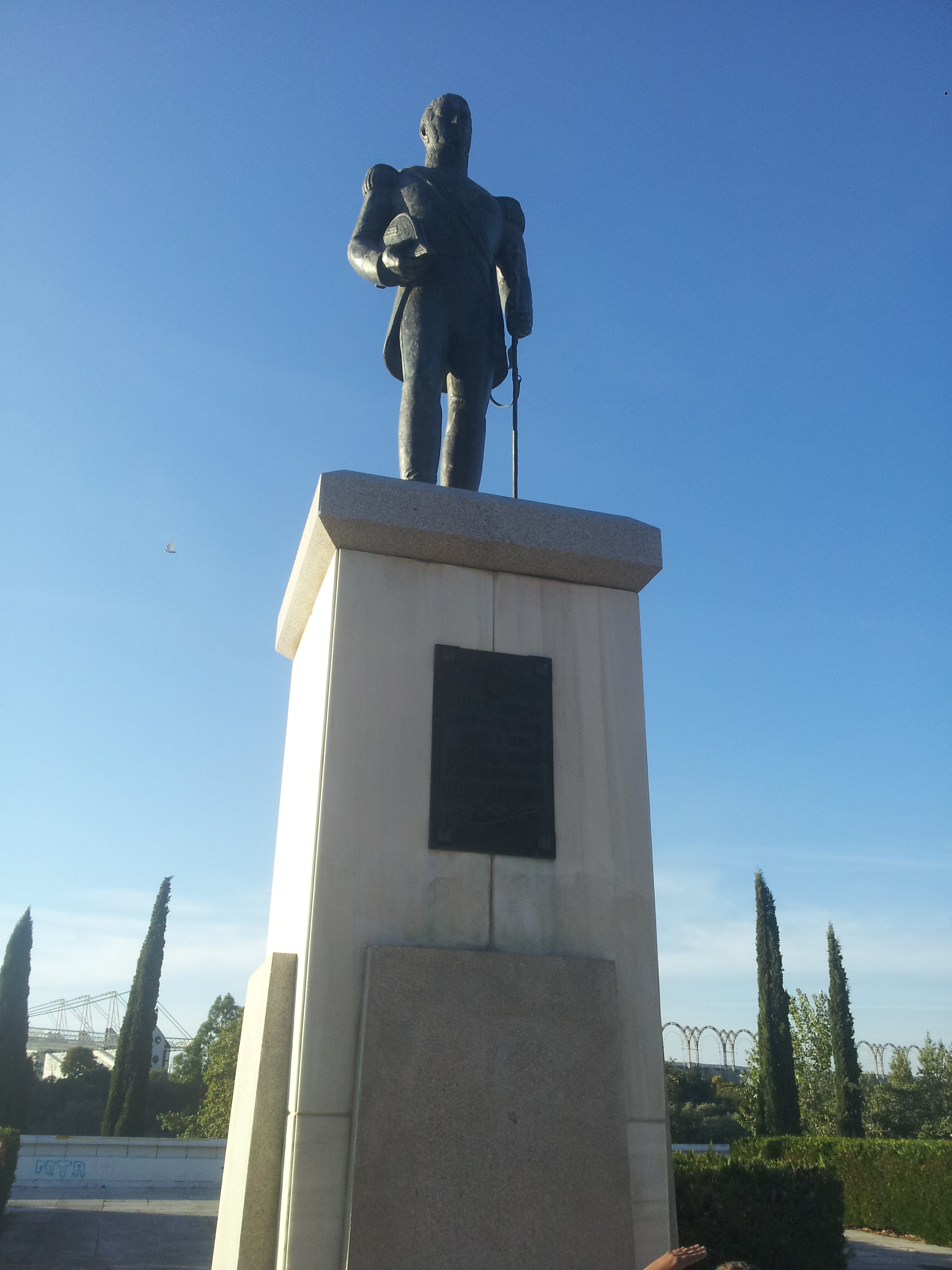
Monumento al General San Martín (1992), en Sevilla, España.

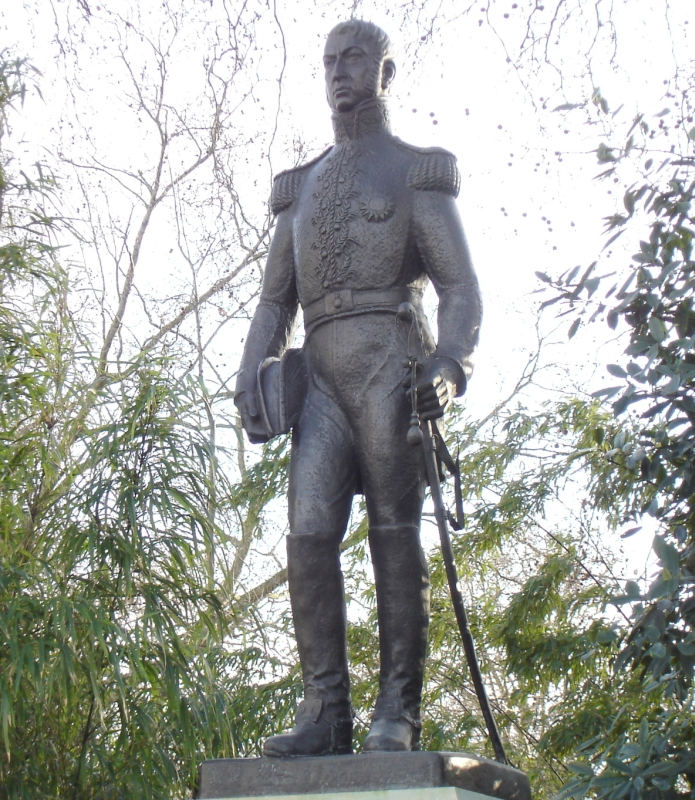
Monumento a San Martín (1994), en Belgrave Square, Londres.

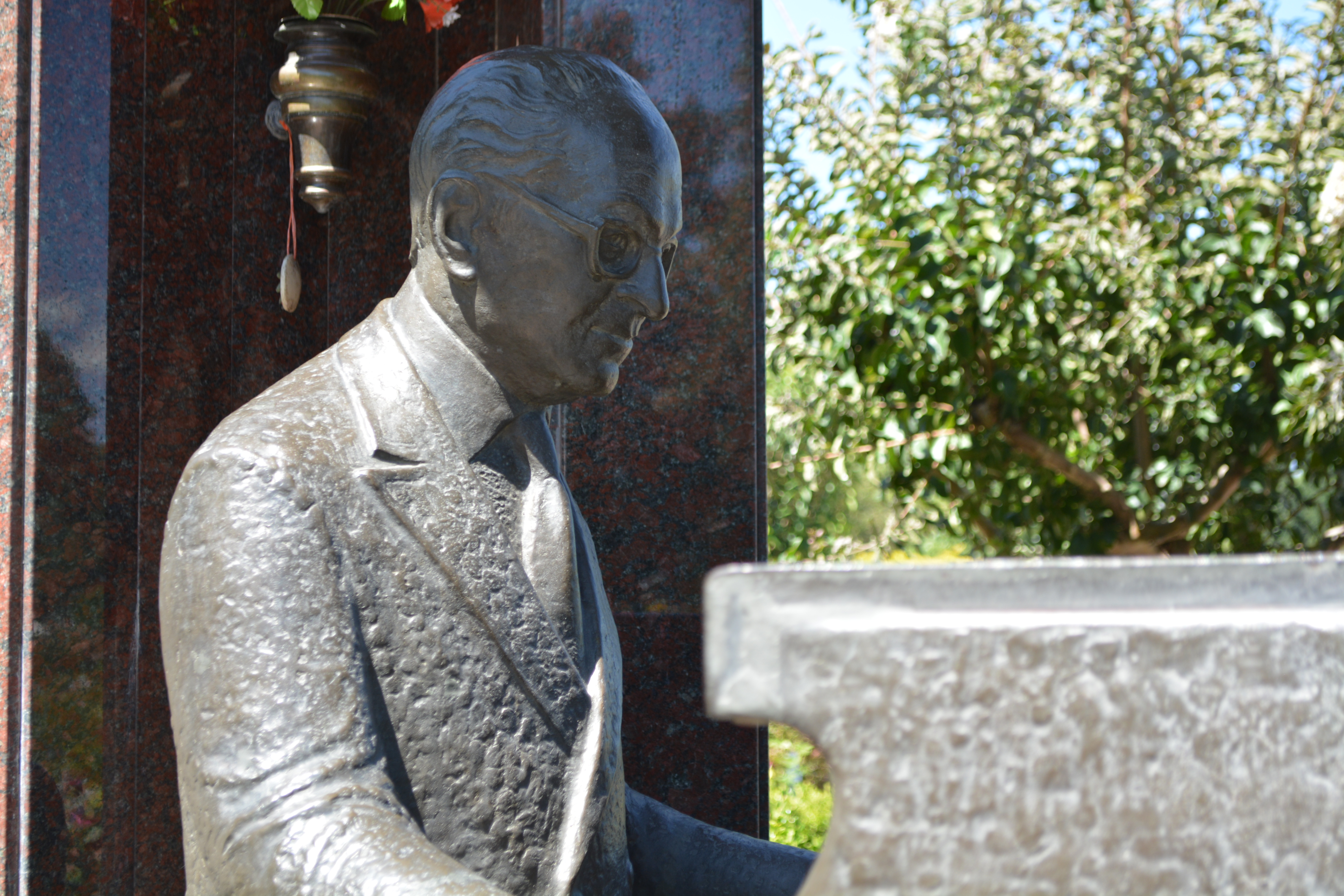
Monumento a Osvaldo Pugliese (1997). Cementerio de la Chacarita.

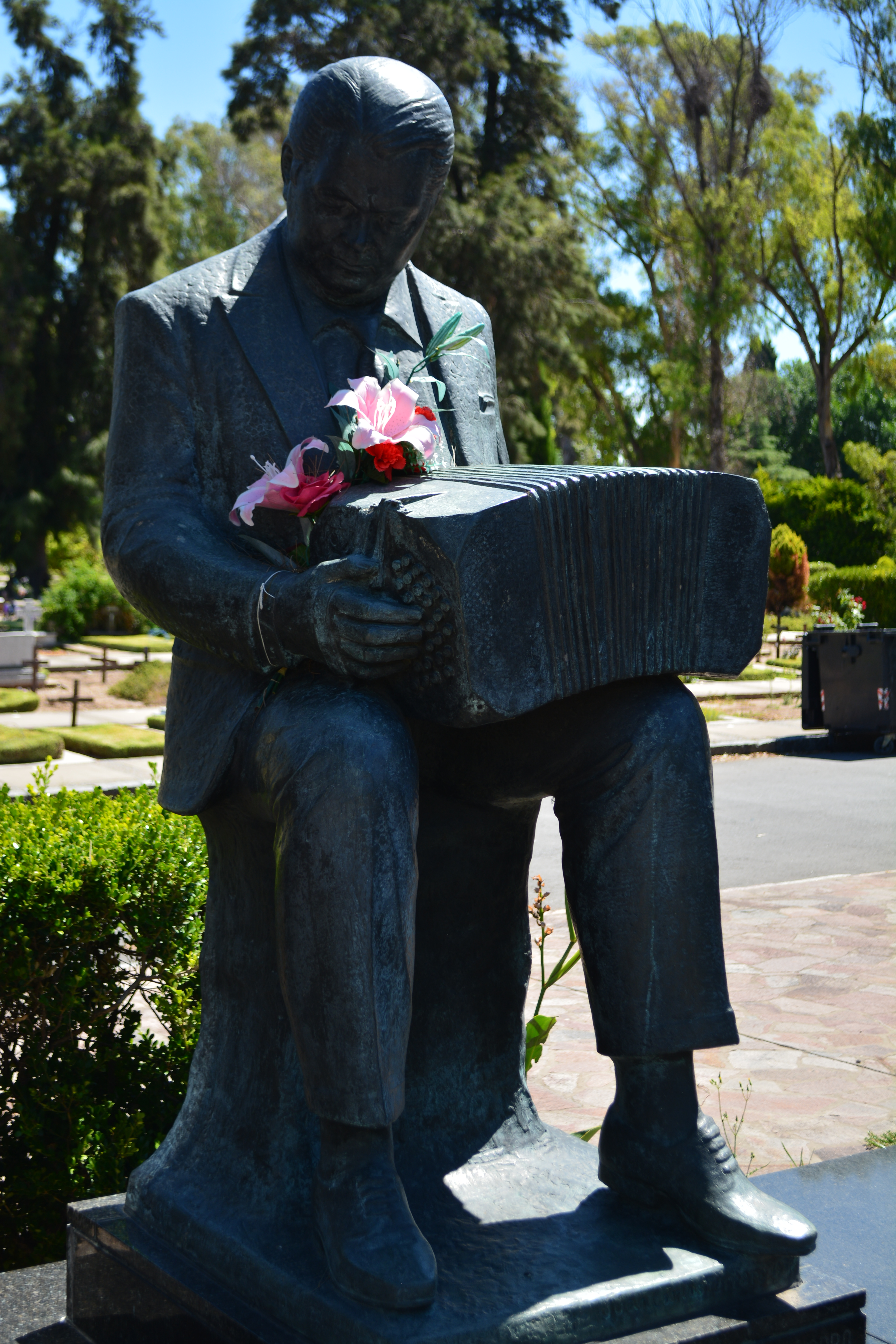
Monumento a Aníbal Troilo. Cementerio de la Chacarita.

Una gran parte de sus obras se encuentran en el Museo de Esculturas Luis Perlotti y su anexo, el Museo Casa Taller Ferraro-Battisti.
- 1948. Cabeza de niño, escultura en yeso patinado.[6]
- 1962. Monumento a la madre, escultura en bronce de 2,5 m de altura. Ubicado en el bulevar de avenida Riestra y Murgiondo de Villa Lugano, Buenos Aires. En coautoría con Lidia Batisti.[7]
- 1965. Colaboración en el Monumento a los colonos galeses realizado por Luis Perlotti en Puerto Madryn, Chubut.[8]
- 1969. Veleta del barrio de Caballito. Ubicada inicialmente en la plaza Primera Junta de Buenos Aires, luego trasladada a la plaza del Caballito en 2009 y finalmente devuelta a su lugar de origen en 2016, se trata de una réplica de la veleta de metal con forma de caballo que le diera su nombre al barrio. Fue comenzada por Luis Perlotti, que falleció en enero de ese año, por lo que fue terminada por Ferraro.[9][10]
- 1973. Andresito, escultura en bronce de tres metros de altura, sobre el boceto de Luis Perlotti, en honor al caudillo Andrés Guacurarí, el «Comandante Andresito». Ubicada inicialmente en el acceso a Garupá, Misiones hasta 2011, luego, durante unos años, estuvo almacenada en la municipalidad y en 2013 volvió a su emplazamiento.[11][12]
- 1980. Monumento al General José de San Martín, en Mercedes, provincia de Corrientes.[13]
- 1982. Monumento a Ernesto Montiel, en honor al «Señor del Acordeón». Ubicado en el Cementerio de la Chacarita.[14]
- 1983. Busto de Gardel, ubicado en la plaza Carlos Gardel de Beccar, provincia de Buenos Aires.
- 1983. Busto de José Otero, en honor al historiador José Pacífico Otero, en ocasión del cincuentenario del Instituto Nacional Sanmartiniano. Ubicado en la plaza Grand Bourg del barrio de Palermo, Buenos Aires.[15][16]
- 1984. Busto de Manuel Belgrano. Ubicado en el mirador Manuel Belgrano de Bahía Blanca, ese mismo año fue vandalizado.[17]
- 1984. Busto de Manuel Belgrano. Ubicado en la Sala Meridiana de la Universidad de Génova, en Italia, obsequio del Instituto Nacional Belgraniano.[18]
- 1987. Monumento al Dr. José Figueroa Alcorta. Ubicado en la plaza Dante del barrio de la Recoleta, Buenos Aires, en honor al expresidente José Figueroa Alcorta.
- 1992. Monumento al General San Martín, escultura en bronce de tres metros de altura. Ubicado en la calle Torneo, en Sevilla, España, obsequiado por la Federación de Sociedades Españolas en Buenos Aires, en ocasión de la Expo 92.[1][19]
- 1993. Busto del General Belgrano, escultura en mármol de Carrara. Ubicado en el Salón Blanco de la Casa Rosada.[20]
- 1994. Monumento a San Martín. Escultura en bronce de 2,40 m de altura, emplazado en Belgrave Square, Londres.[21]
- 1997. Monumento a Osvaldo Pugliese, escultura del «maestro» tocando el piano. Ubicado en el Cementerio de la Chacarita.[22]
- 1997. Busto del General José de San Martín, escultura en cemento patinado. Ubicado en la plazoleta de los Bustos, Belén de Escobar, provincia de Buenos Aires.[23]
- 1997. Busto de Martín Miguel de Güemes. Ubicado en la plazoleta de los Bustos, Belén de Escobar, provincia de Buenos Aires.[23]
- 1997. Busto de Jorge Luis Borges. Colección del Café Tortoni.[24]
- 1997. Busto del General Manuel Belgrano. Ubicado en la plazoleta de los Bustos, Belén de Escobar, provincia de Buenos Aires.[23]
- 1998. Monumento al Granadero Juan Mateo Gelves, escultura en bronce a la cera perdida. Ubicado en la esquina de 25 de Mayo y Carlos Pellegrini, Belén de Escobar, provincia de Buenos Aires.[23]
- 1998. San Martín en Francia, escultura en bronce. Ubicado en el Jardín Histórico del Regimiento de Granaderos a Caballo «General San Martín».[25]
- 1999. Domingo Faustino Sarmiento, escultura en cemento patinado. Ubicado en la plaza Domingo Faustino Sarmiento, Garín, provincia de Buenos Aires.[23]
- 1999. Busto de Carlos Gardel, sito en el parque Carlos Gardel en Bogotá, Colombia.[2]
- c. 2000. Estatua de Carlos Gardel de 2,55 metros de altura. Colección Museo Casa Taller Ferraro-Battisti.
- s/f. Monumento a Luis Ángel Firpo, en honor del boxeador argentino «El Toro de las Pampas». Colaboración con Luis Perlotti. Cementerio de la Chacarita.[2]
- s/f. Busto de Enrique Cadícamo. Escultura en yeso patinado, en honor al compositor Enrique Cadícamo.[26]
- s/f. Busto de Belgrano, escultura en bronce. Ubicado en el Salón Belgrano del Ministerio de Economía, en el Palacio de Hacienda, Buenos Aires.[27][28]
- s/f. Bustos de personalidades de la historia argentina. Se trata de un conjunto de dieciséis bustos de su creación y de Luis Perlotti. Manuel Belgrano, Carlos Gardel, Jorge Luis Borges, José Hernández, José de San Martín, Juan Perón, Hipólito Yrigoyen y Simón Bolívar son algunos de los próceres y artistas representados. Expuestos en la estación de la línea D de la red de subterráneos Congreso de Tucumán, Buenos Aires.[29]
- s/f. El último farol. Colección Museo de Esculturas Luis Perlotti.[30]
- s/f. Tango. Colección Museo de Esculturas Luis Perlotti.[30]
- s/f. Monumento a Carlos Gardel, en Buenos Aires.
- s/f. Monumento al Libertador General José de San Martín, ubicado en San Martín y Belgrano, Río Grande, Tierra del Fuego.[31]
- s/f. Busto de San Martín, ubicado en la capilla evocativa de la Basílica de Nuestra Señora de la Inmaculada Concepción, en Boulogne-sur-Mer, Francia, donde permanecieron los restos del prócer hasta 1861.[32]
- s/f. Monumento a Aníbal Troilo, en honor al bandoneonista «Pichuco». Cementerio de la Chacarita.

### Medallas
Algunos de sus diseños como medallista:
- 1985. Conmemorativa al Hundimiento del Crucero General Belgrano. Colección Instituto Bonaerense de Numismática y Antigüedades.[33]
- 1986. Instituto Belgraniano, San Nicolás de Los Arroyos.
- 1994. Instituto Nacional Belgraniano en su Cincuentenario. Segundo Congreso Nacional Belgraniano. Colección Academia Nacional de la Historia.
- 1998. Homenaje a Lucrecia de Oliveira Cézar. Colección Instituto Bonaerense de Numismática y Antigüedades.[34]
- 1998. Cenotafio a los Defensores del Honor Nacional en las Islas Malvinas – 1982. Colección Instituto Bonaerense de Numismática y Antigüedades.[35]

## Premios y reconocimientos
- 1947. III Salón Nacional de Artes Plásticas de Bahía Blanca, premio adquisición «Avelino Gutiérrez».[36]
- 1990. Instituto Nacional Sanmartiniano, Palma Sanmartiniana.[1]
- Unión Latinoamericana, Medalla al Mérito.

## Publicaciones sobre el artista
De Martini, Siro (1986). Juan Carlos Ferraro, escultor y medallista. Boletín del Instituto Bonaerense de Numismática y Antigüedades..